# تينا كارول

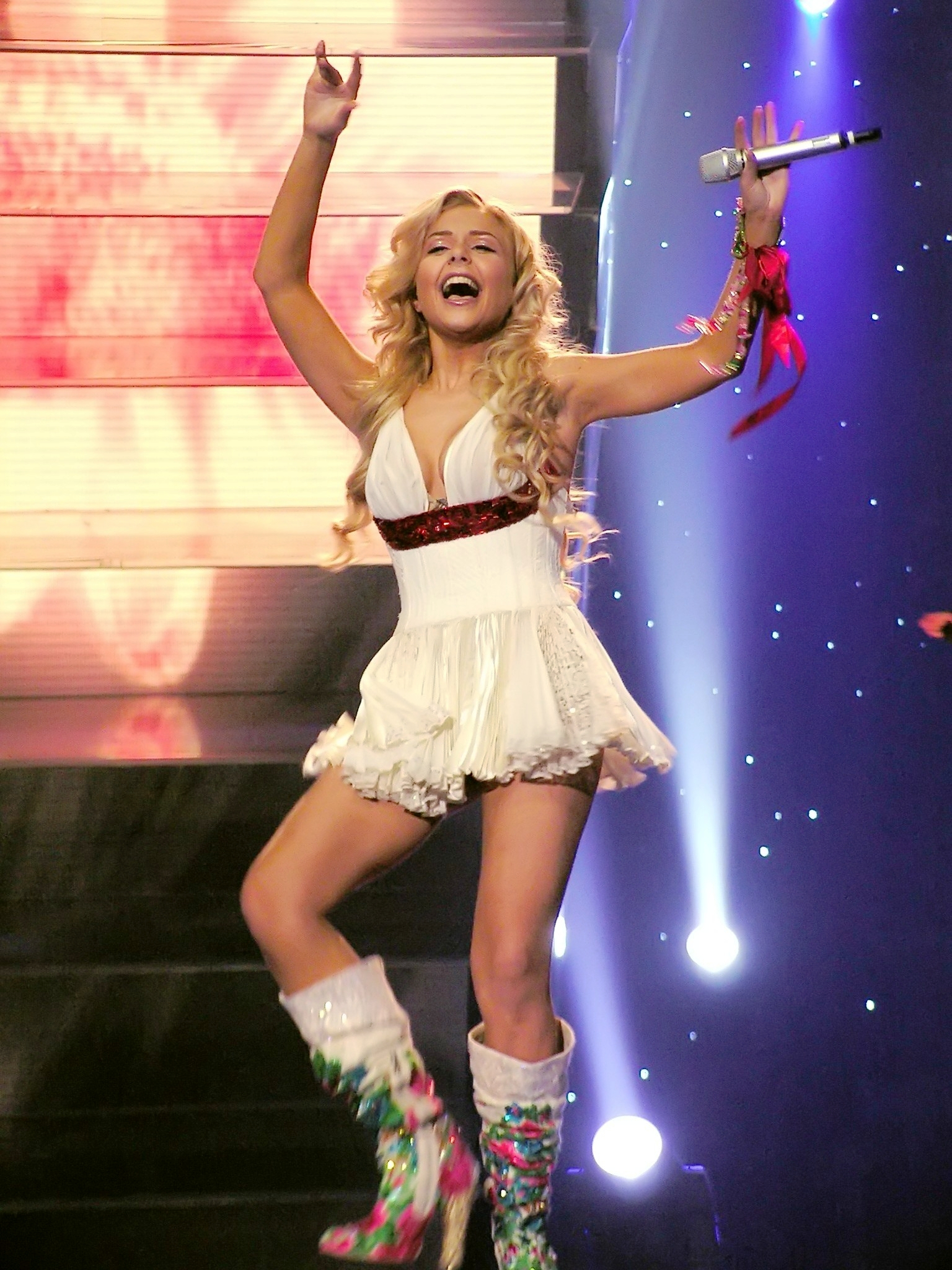
تينا كارول

تينا كارول (بالأوكرانية: Тіна Кароль) مغنية أوكرانية ولدت في 25 يناير 1985 من عائلة يهودية. مثلت تينا بلدها أوكرانيا في مسابقة يوروفيجن للأغاني عام 2006.

## روابط خارجية
- تينا كارول على موقع IMDb (الإنجليزية)
- تينا كارول على موقع ميوزك برينز (الإنجليزية)
- تينا كارول على موقع أول ميوزيك (الإنجليزية)
- تينا كارول على موقع ديسكوغز (الإنجليزية)
- تينا كارول على موقع قاعدة بيانات الفيلم (الإنجليزية)
- تينا كارول على موقع كينوبويسك (الروسية)